# Viktor Kuznjetsov

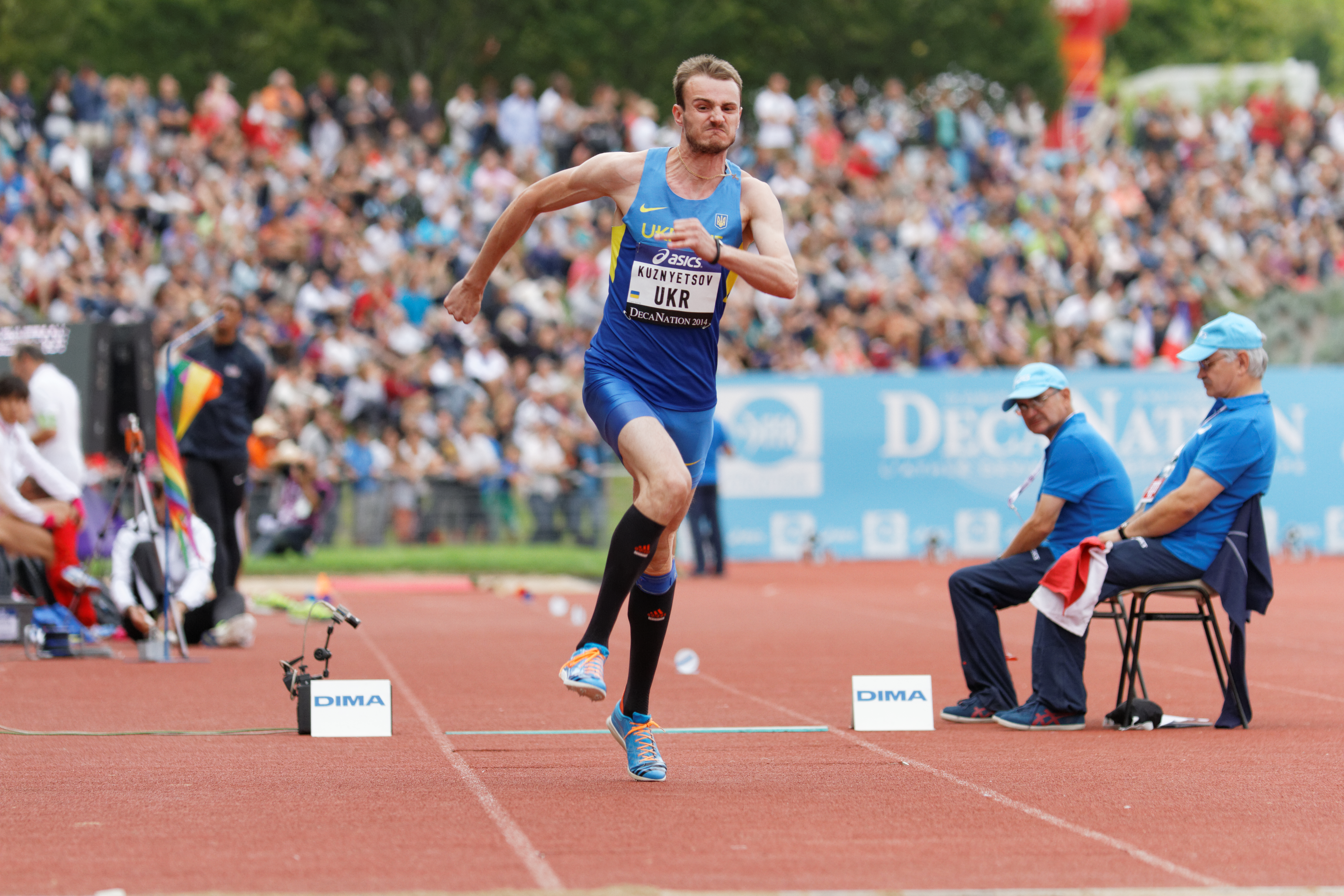
Viktor Kuznjetsov, 2014

Viktor Kuznjetsov, född den 17 juli 1986 i Zaporizjzja, Ukrainska SSR, Sovjetunionen är en ukrainsk friidrottare som tävlar i längdhopp och tresteg.
Kuznjetsovs genombrott kom när han blev trea i tresteg vid VM för juniorer 2004. Vid EM 2006 var han i final i längdhopp och slutade där fyra efter att ha hoppat 7,96 meter. 
Vid olympiska sommarspelen 2008 var han i final i tresteg och slutade åtta efter att hoppat 16,87 meter.

## Personliga rekord
- Längdhopp - 8,09 meter (inomhus 8,22 meter)
- Tresteg - 17,29 meter